# Bnunis
Bnunis (in armeno Բնունիս) è un comune di 188 abitanti (2010) della Provincia di Syunik in Armenia.